# 생방송 아침N
생방송 아침N은 화요일~목요일 오전 7시 50분에 MBC충북으로 방송되었던 텔레비전 프로그램이다.  월,금요일에는 아침N 스페셜로 방송되었다.

## 기획 의도
유익한 전달력을 통해 정보와 이슈를 전하는 텔레비전 프로그램이다.

## 구성
| 화                       | 수                                                 | 목                       |
| ------------------------ | -------------------------------------------------- | ------------------------ |
| 날씨 (윤수진 케스터)     |                                                    |                          |
| 지역소식 (유혜정 리포터) | 문화가 있는 아침 N (박지은 리포터) 지역소식 [격주] | 지역소식 (박찬홍 리포터) |
| 아침N 퀴즈               | 아침N 퀴즈                                         | 트로조(朝)               |
| 건강한 부티뷰티          | 문화 데이트 아침N 초대석 [격주]                    | 타 지역 소식             |
| 타 지역 소식             |                                                    | 타 지역 소식             |

## 같이 보기
- 생방송 오늘 아침